# Дженкс, Фрэнк
Фрэнк Дженкс (англ. Frank Jenks), имя при рождении Фрэнсис Уильям Альберт Дженкс (англ.  Francis William Albert Jenks; 4 ноября 1902 года — 13 мая 1962 года) — американский актёр театра, кино и телевидения 1930—1960-х годов.
За время своей кинокарьеры, охватившей период с 1936 по 1958 год, Дженкс сыграл в 141 фильме, среди которых «Дело Вестленда» (1937), «Ты не можешь обмануть честного человека» (1939), «Золотой мальчик» (1939), «Его девушка Пятница» (1940), «Галерея мошенников» (1944), «Пожми руку убийце» (1944), «Рождество в Коннектикуте» (1945), «Высокая стена» (1947) «Женщина в бегах» (1950), «Дружеское увещевание» (1956) и «Оттенок алого» (1956).

## Ранние годы жизни и начало карьеры
Фрэнк Дженкс родился 4 июля 1902 года в Де-Мойне, Айова, в семье сотрудника рекламной фирмы и пианистки. В начале 1920-х годов семья переехала в Калифорнию, где Дженкс поступил на учёбу в Университет Южной Калифорнии, обучаясь игре на трубе, тромбоне и кларнете. Бросив учёбу, когда ему ещё не было 20 лет, Дженкс стал выступать в составе оркестра Eddie Peabody Band на калифорнийской эстрадной сцене. С 1933 года Дженкс работал студийным музыкантом в Голливуде, постепенно начав сниматься в кино в ролях руководителей музыкальных коллективов (часто без упоминания в титрах).

## Карьера в кинематографе
В 1936 году Дженкс появился в эпизодических ролях в таких музыкальных комедиях с Фредом Астером, как «Время свинга» (1936) и «Следуя за флотом» (1936). В том же году он получил небольшие драматические роли в мелодраме «Кресло свидетеля» (1936) с Энн Хардинг и криминальном экшне «Не отпускай их» (1936).
В 1937 году Дженкс заключил контракт с Universal Pictures, сыграв за два последующих года в двадцати фильмах. Его можно было увидеть в заметной характерной роли таксиста в богатой музыкальной комедии с Диной Дурбин «Сто мужчин и одна девушка» (1937), в роли театрального суфлёра в комедии с Адольфом Менжу «Рекомендательное письмо» (1938), а также в романтической комедии с Глэдис Джордж и Франшо Тоуном «Любовь — это головная боль» (1938). Дженкс также сыграл в серии мелодрам и криминальных лент категории В, в том числе, исполнил одну из главных ролей Дока Уильямса, язвительного партнёра частного детектива Билла Крейна (Престон Фостер) в криминальных комедиях «Дело Вестеленда» (1937), «Леди в морге» (1938) и «Последнее предупреждение» (1938). В 1939 году Дженкс сыграл в семи фильмах, среди которых боксёрская психологическая драма с Уильямом Холденом «Золотой мальчик» (1939), комедия с У. К. Филдсом «Ты не можешь обмануть честного человека» (1939), музыкальная комедия с Диной Дурбин «Первый бал» (1939). Год спустя Дженкс появился в звёздной комедии Говарда Хоукса «Его девушка Пятница» (1940) с участием Кэри Гранта и Розалинд Расселл, где сыграл циничного, язвительного репортёра, которую многие считают его лучшей ролью.
В 1941 году у Дженкса были роли в приключенческой музыкальной комедии «Нью-орлеанская возлюбленная» (1941) с Марлен Дитрих, в мелодраме с Шарлем Буайе «Переулок» (1941) и в криминальной комедии с Сезаром Ромеро «Высокий, тёмный и красивый» (1941). Среди пяти фильмов Дженкса 1942 года наиболее значимым была музыкальная комедия «Синкопа» (1942) с Адольфом Менжу и приключенческая комедия с Энн Сотерн «Мейзи получает своего мужчину» (1942). В 1943 году Дженкс сыграл в восьми фильмах, среди них семейная комедия с Микки Руни «Человеческая комедия» (1943), музыкальная романтическая комедия с Диной Дурбин «Сестра его дворецкого» (1943). В 1944 году Дженкс сыграл в четырнадцати фильмах, среди которых детектив «Галерея мошенников» (1944), где у него была одна из главных ролей газетного фотографа, детектив «Сокол в Голливуде» (1944) и криминальная мелодрама «Роджер Туи, гангстер» (1944), а также криминальная комедия «Пожми руку убийце» (1944), где он сыграл одну из главных ролей агента, организующего выход задержанных под залог. В 1945 году у Дженкса было восемь фильмов, среди них романтическая комедия с Барбарой Стэнвик «Рождество в Коннектикуте» (1945) и хоррор-комедия «Зомби на Бродвее» (1945).
В 1946 году Дженкс сыграл в музыкальной мелодраме с Уильямом Пауэллом «Святой бандит» (1946) и мелодраме «Эта девушка Бреннана» (1946) и ещё в трёх комедиях категории В. Год спустя у Дженкса была небольшая роль в фильме нуар «Высокая стена» (1947) с Робертом Тейлором и Одри Тоттер, у него были также значимые роли в двух детективах про Фило Вэнса с Аланом Кёртисом в заглавной роли — «Тайное задание Фило Вэнса» (1947) и «Игра Фило Вэнса» (1947). В 1948 году у Дженкса было семь фильмов, в том числе, романтическая комедия с Джеймсом Стюартом и Джоан Фонтейн «Ты останешься счастливой» (1948), а также комедия с Клодетт Кольбер и Фрэдом Макмюрреем «Семейный медовый месяц» (1948).
В 1950 году у Дженкса было восемь ролей в таких фильмах, как фильм нуар с Энн Шеридан «Женщина в бегах» (1950), спортивная мелодрама с Кларком Гейблом и Барбарой Стэнвик «Порадовать женщину» (1950) и мюзикл с Робертом Каммингсом «Девушка Петти» (1950). Среди восьми фильмов Дженкса 1951 года наиболее значимым был фильм нуар «Шарф» (1951), а в 1952—1954 годах Дженкс сыграл лишь в трёх второстепенных фильмах, наиболее заметным среди которых был фильм нуар «Облава на шоссе» (1954) с участием Ричарда Конте и Джоан Беннетт.
В 1955 году Дженкс сыграл в фильме нуар «Не как чужой» (1955) с участием Фрэнка Синатры и Оливии де Хэвилленд, музыкальной комедии с Дином Мартином и Ширли Маклейн «Художники и модели» (1955), в вестерне с Джоном Пейном «Партнёр Теннесси» (1955) и в фильме нуар «Неожиданная опасность» (1955). Год спустя у Дженкса были роли в послевоенной мелодраме «Дружеское увещевание» (1956) с Гэри Купером и Дороти Макгуайр, а также в фильме нуар с Пейном «Оттенок алого» (1956). После этого Дженкс сыграл в научно-фантастическом фильме «Невероятно огромный человек» (1957), а в 1958 году — в музыкальных комедиях «Весёлый Эндрю» (1958) и «Засыпай, мой малыш» (1958), завершив на этом свою кинокарьеру.

## Карьера на телевидении
С начала 1950-х годов Дженкс стал регулярно играть на телевидении, сыграв практически во всём — от «Приключений Супермена» (1952) до «Перри Мейсона» (1957).
Самой значимой работой Дженкса на телевидении была роль раньоновского типа, когда он сыграл Утаса П. Гарви, скептически настроенного подручного симпатичного английского мошенника (которого сыграл Алан Маубрэй) в телесериале «Полковник Хамфри Флэк» (1953—1958). Сериал выходил в прямом эфире в 1953—1954 годах, и был возрождён в 1958 году, в общей сложности Дженкс сыграл в 77 эпизодах этого сериала. Дженкс также играл лейтенанта Родни в трёх эпизодах криминального сериала «Детектив на первую полосу» (1951).
Дженкс выступал гостевой звездой в таких сериалах, как «Освободите место для папочки» (1953), «Дни в Долине Смерти» (1952—1953), «Жизнь семейства Райли» (1953—1955), «Порт» (1955), «Приключения Супермена» (1952—1955), «Шайенн» (1956), «Миллионер» (1957—1960), «Сансет-Стрип, 77» (1958), «Перри Мейсон» (1958—1961) и «Караван повозок» (1960)

## Актёрское амплуа и оценка творчества
Как отмечали критики, отличительными чертами Дженкса были светлые вьющиеся волосы, ирландская ухмылка, а также быстрая и грубоватая манера речи и поведение в духе персонажей Дэймона Раньона. За свою творческую карьеру Дженкс работал на эстраде, а также в кино и на телевидении, где чаще специализировался на комедии. Как пишет историк кино Роджер Гордон, «он был узнаваемой личностью в студийную эру Голливуда как исполнитель песен и танцев». Саркастическая манера игры Дженкса принесла ему роли как минимум в 180 фильмах с 1933 по 1958 год . По словам Гордона, наиболее удачно ему давались роли копов, таксистов, репортёров, военных и барменов, чудных и забавных напарников, мошенников и пьяниц. Его актёрская привлекательность усиливалась умением потрясающе импровизировать с текстом. В результате он получил прозвище «Дженкс-экспромт» .
Хотя Дженкс периодически получал роли второго плана в престижных фильмах категории А, большинство его фильмов относилось к категории В, где у него нередко были и главные роли, особенно, в детективных фильмах студии PRC. Дженкс сыграл в трёх фильмах, которые были номинированы на «Оскар» как лучшая картина — «Сто мужчин и одна девушка» (1937), «Человеческая комедия» (1943) и «Дружеское увещевание» (1956).

## Личная жизнь
С 1928 по 1945 год Дженкс был женат на Маргарет Луиз Глезиер (брак закончился разводом), а с 1946 вплоть до своей смерти в 1962 году он был женат на Мэри Ли Хауэлл.

## Смерть
Фрэнк Дженкс умер 13 мая 1962 года от рака в Голливуде в возрасте 60 лет.

## Фильмография
| Год         |     | Русское название                        | Оригинальное название                     | Роль                                                  |
| ----------- | --- | --------------------------------------- | ----------------------------------------- | ----------------------------------------------------- |
| 1933        | кор | Спящий на ногах                         | Asleep in the Feet                        | клиент в танцевальном зале (в титрах не указан)       |
| 1933        | ф   | Роскошный лайнер                        | Luxury Liner                              | руководитель оркестра на корабле (в титрах не указан) |
| 1933        | ф   | Всем привет!                            | Hello, Everybody!                         | руководитель оркестра на корабле (в титрах не указан) |
| 1933        | ф   | Живут студенты весело                   | College Humor                             | руководитель оркестра на корабле (в титрах не указан) |
| 1933        | ф   | Бродвей для Голливуда                   | Broadway to Hollywood                     | коридорный (в титрах не указан)                       |
| 1934        | ф   | Молодые и красивые                      | Young and Beautiful                       | чирлидер (в титрах не указан)                         |
| 1934        | кор | Голливудский ритм                       | Hollywood Rhythm                          | руководитель оркестра (в титрах не указан)            |
| 1934        | ф   | Ритм колледжа                           | College Rhythm                            | руководитель оркестра (в титрах не указан)            |
| 1936        | ф   | Фермер в долине                         | The Farmer in the Dell                    | Билл Кросби                                           |
| 1936        | ф   | Кресло свидетеля                        | The Witness Chair                         | Рой Левино                                            |
| 1936        | ф   | Последний свидетель                     | The Last Outlaw                           | помощник шерифа Том                                   |
| 1936        | ф   | Не отпускайте их                        | Don't Turn 'em Loose                      | Пит, подручный                                        |
| 1936        | ф   | Большое радиовещание в 1937 году        | The Big Broadcast of 1937                 | тромбонист                                            |
| 1936        | ф   | Эта девушка из Парижа                   | That Girl from Paris                      | Смеющийся Бой Фрэнк                                   |
| 1936        | ф   | Следуя за флотом                        | Follow the Fleet                          | моряк (в титрах не указан)                            |
| 1936        | ф   | Женщины - это проблема                  | Women Are Trouble                         | репортёр (в титрах не указан)                         |
| 1936        | ф   | Время свинга                            | Swing Time                                | Ред, танцор (в титрах не указан)                      |
| 1936        | ф   | Хождение по воздуху                     | Walking on Air                            | служащий на заправочной станции (в титрах не указан)  |
| 1936        | ф   | Старый хатч                             | Old Hutch                                 | преступник №2 (в титрах не указан)                    |
| 1936        | ф   | Самая умная девушка в городе            | Smartest Girl in Town                     | мистер Мерфи, фотограф (в титрах не указан)           |
| 1937        | ф   | Мы, которые должны умереть              | We Who Are About to Die                   | Клайд Бисли                                           |
| 1937        | ф   | Когда твой день рождения?               | When's Your Birthday?                     | Лефти                                                 |
| 1937        | ф   | Вот идёт моя девушка                    | There Goes My Girl                        | репортёр Фрэнк «Джордж» Тейт                          |
| 1937        | ф   | Праздник ангела                         | Angel's Holiday                           | Бутч Бродер                                           |
| 1937        | ф   | Сто мужчин и одна девушка               | One Hundred Men and a Girl                | таксист                                               |
| 1937        | ф   | Субботние герои                         | Saturday's Heroes                         | Дубровский                                            |
| 1937        | ф   | Дело Вестленда                          | The Westland Case                         | Док Уильямс                                           |
| 1937        | ф   | Предписание романтики                   | Prescription for Romance                  | Смитти                                                |
| 1937        | ф   | Ты моя душенька                         | You're a Sweetheart                       | Гарри Хау                                             |
| 1938        | ф   | Любовь – это головная боль              | Love Is a Headache                        | Джо Кэннон                                            |
| 1938        | ф   | Безрассудная жизнь                      | Reckless Living                           | Фредди                                                |
| 1938        | ф   | Прощай, Бродвей                         | Goodbye Broadway                          | Гарри Кларк                                           |
| 1938        | ф   | Леди в морге                            | The Lady in the Morgue                    | Док Уильямс                                           |
| 1938        | ф   | Дьявольская вечеринка                   | The Devil's Party                         | Сэм                                                   |
| 1938        | ф   | Рекомендательное письмо                 | Letter of Introduction                    | Джо, суфлёр в театре                                  |
| 1938        | ф   | Юноша заводит интрижку                  | Youth Takes a Fling                       | Фрэнк Мансон                                          |
| 1938        | ф   | Шторм                                   | The Storm                                 | Питер Кэри                                            |
| 1938        | ф   | Странные лица                           | Strange Faces                             | Ник Денби                                             |
| 1938        | ф   | Последнее предупреждение                | The Last Warning                          | Док Уильямс                                           |
| 1939        | ф   | Контрабандисты из общества              | Society Smugglers                         | Эмери                                                 |
| 1939        | ф   | Хозяин большого города                  | Big Town Czar                             | Сид Треверс                                           |
| 1939        | ф   | С.О.С. Приливная волна                  | S.O.S. Tidal Wave                         | Пичес Джексон                                         |
| 1939        | ф   | Щенок                                   | The Under-Pup                             | Дядя Дэн                                              |
| 1939        | ф   | Первый бал                              | First Love                                | Майк-коп                                              |
| 1939        | ф   | Ты не можешь обмануть честного человека | You Can't Cheat an Honest Man             | Джерри, помощник (в титрах не указан)                 |
| 1939        | ф   | Золотой мальчик                         | Golden Boy                                | Пеппер Уайт (в титрах не указан)                      |
| 1940        | ф   | Его девушка Пятница                     | His Girl Friday                           | Уилсон                                                |
| 1940        | ф   | Три похвалы ирландцам                   | 3 Cheers for the Irish                    | Эд Маккин                                             |
| 1940        | ф   | Мелодия и лунный свет                   | Melody and Moonlight                      | Бутч Рейлли                                           |
| 1940        | ф   | Маленький кусочек рая                   | A Little Bit of Heaven                    | дядя Дэн                                              |
| 1940        | ф   | Танцы за центы                          | Dancing on a Dime                         | Фил Миллер                                            |
| 1941        | ф   | Высокий, черный, красивый               | Tall, Dark and Handsome                   | Паффи                                                 |
| 1941        | ф   | Переулок                                | Back Street                               | Гарри Найлс                                           |
| 1941        | ф   | Нью-орлеанская возлюбленная             | The Flame of New Orleans                  | второй моряк                                          |
| 1941        | ф   | Скеттергуд знакомится с Бродвеем        | Scattergood Meets Broadway                | Джей Джей Бент                                        |
| 1942        | ф   | Флот не подведет                        | The Navy Comes Through                    | Сэмпиер                                               |
| 1942        | ф   | Два янки в Тринидаде                    | Two Yanks in Trinidad                     | Джо Скавенгер                                         |
| 1942        | ф   | Синкопа                                 | Syncopation                               | Смайли Джексон                                        |
| 1942        | ф   | Мейзи находит своего человека           | Maisie Gets Her Man                       | Арт Гиффман                                           |
| 1942        | ф   | Семь миль от Алькатраса                 | Seven Miles from Alcatraz                 | Джимбо                                                |
| 1943        | ф   | Коррехидор                              | Corregidor                                | сержант Махони                                        |
| 1943        | ф   | Шэнтитаун                               | Shantytown                                | «Уайти»                                               |
| 1943        | ф   | Плохой день для Гилдерслива             | Gildersleeve's Bad Day                    | Эл                                                    |
| 1943        | ф   | Таков и твой дядя                       | So's Your Uncle                           | Джо Эллиотт                                           |
| 1943        | ф   | Приветствуют тысячи                     | Thousands Cheer                           | сержант Кослак                                        |
| 1943        | ф   | Привет, моряк                           | Hi'ya, Sailor                             | Невозмутимый Уивер                                    |
| 1943        | ф   | Сестра его дворецкого                   | His Butler's Sister                       | Эмметт                                                |
| 1943        | ф   | Человеческая комедия                    | The Human Comedy                          | Ларри, певец в поезде (в титрах не указан)            |
| 1944        | ф   | Отважные леди                           | Ladies Courageous                         | «Снэппер» Энтони Уолгрин                              |
| 1944        | ф   | Клепальщица Роузи                       | Rosie the Riveter                         | Келли Кеннеди                                         |
| 1944        | ф   | Пожми руки убийству                     | Shake Hands with Murder                   | Эдди Джонс                                            |
| 1944        | ф   | Такова жизнь                            | This Is the Life                          | Эдди                                                  |
| 1944        | ф   | Роджер Туи, гангстер                    | Roger Touhy, Gangster                     | Бернард «Траблс» О'Коннор                             |
| 1944        | ф   | Три сестрички                           | Three Little Sisters                      | рядовой «Роузи» Роумен                                |
| 1944        | ф   | Южный праздник                          | Dixie Jamboree                            | Джек «Кёрли» Бергер                                   |
| 1944        | ф   | Странные отношения                      | Strange Affair                            | сержант Эпвин                                         |
| 1944        | ф   | Галерея мошенников                      | Rogues' Gallery                           | Эдди Портер                                           |
| 1944        | ф   | Сокол в Голливуде                       | The Falcon in Hollywood                   | лейтенант Хиггинс                                     |
| 1944        | ф   | Младшая сестра                          | The Kid Sister                            | грабитель                                             |
| 1944        | ф   | Следуя за парнями                       | Follow the Boys                           | Чик Дойл (в титрах не указан)                         |
| 1944        | ф   | Две девушки и моряк                     | Two Girls and a Sailor                    | Дик Дейо (в титрах не указан)                         |
| 1944        | ф   | Берите или оставьте                     | Take It or Leave It                       | таксист (в титрах не указан)                          |
| 1944        | ф   | Беспокойные годы                        | The Impatient Years                       | старший сержант (в титрах не указан)                  |
| 1945        | ф   | Медовый месяц солдата                   | G.I. Honeymoon                            | Хорас П. «Бабблер» Маллой                             |
| 1945        | ф   | Зомби на Бродвее                        | Zombies on Broadway                       | Гас                                                   |
| 1945        | ф   | Призрак на 42-й улице                   | The Phantom of 42nd Street                | Эгберт Эгельхофер, он же Ромео (водитель такси)       |
| 1945        | ф   | Пропавший труп                          | The Missing Corpse                        | Мэк Хоган                                             |
| 1945        | ф   | Врачебный такт                          | Bedside Manner                            | рядовой Гарри Смит                                    |
| 1945        | ф   | Вхождение в общество                    | Steppin' in Society                       | Джордж                                                |
| 1945        | ф   | Рождество в Коннектикуте                | Christmas in Connecticut                  | Синкевич                                              |
| 1946        | ф   | Один способ любить                      | One Way to Love                           | Дженсен                                               |
| 1946        | ф   | Счастливый день Блонди                  | Blondie's Lucky Day                       | почтальон                                             |
| 1946        | ф   | Белый галстук и фрак                    | White Tie and Tails                       | Джордж                                                |
| 1946        | ф   | Эта девушка Бреннана                    | That Brennan Girl                         | таксист Джо                                           |
| 1946        | ф   | Святой мошенник                         | The Hoodlum Saint                         | ведущий танцевального конкурса (в титрах не указан)   |
| 1947        | ф   | Игра Фило Вэнса                         | Philo Vance's Gamble                      | Эрни Кларк                                            |
| 1947        | ф   | Вот моя девочка                         | That's My Gal                             | Луи Кобленц                                           |
| 1947        | ф   | Килрой был здесь                        | Kilroy Was Here                           | Бутч Миллер                                           |
| 1947        | ф   | Тайная миссия Фило Вэнса                | Philo Vance's Secret Mission              | Эрни Кларк                                            |
| 1947        | ф   | Белокурая дикарка                       | Blonde Savage                             | Хоппи Оуэнс                                           |
| 1947        | ф   | Высокая стена                           | High Wall                                 | Пинки, пьяница (в титрах не указан)                   |
| 1948        | ф   | Мэри Лу                                 | Mary Lou                                  | Майк Коннорс                                          |
| 1948        | ф   | Мистер Безрассудный                     | Mr. Reckless                              | таксист                                               |
| 1948        | ф   | Награда Блонди                          | Blondie's Reward                          | Эд Вэнс                                               |
| 1948        | ф   | Джо Палука: Победитель получает всё     | Joe Palooka in Winner Take All            | Луи                                                   |
| 1948        | ф   | Ты останешься счастливой                | You Gotta Stay Happy                      | человек на карнавале                                  |
| 1948        | ф   | Шеп вернулся домой                      | Shep Comes Home                           | ледяной человек                                       |
| 1948        | ф   | Семейный медовый месяц                  | Family Honeymoon                          | работник АЗС                                          |
| 1949        | ф   | Начальник тюрьмы                        | Prison Warden                             | почтальон (в титрах не указан)                        |
| 1950        | ф   | Герой Блонди                            | Blondie's Hero                            | Тим Сондерс                                           |
| 1950        | ф   | Моторизованный патруль                  | Motor Patrol                              | Мак                                                   |
| 1950        | ф   | Счастливые неудачники                   | Lucky Losers                              | бармен                                                |
| 1950        | ф   | Женщина в бегах                         | Woman on the Run                          | детектив Шоу                                          |
| 1950        | ф   | Порадовать женщину                      | To Please a Lady                          | пресс-агент                                           |
| 1950        | ф   | Джо Палука: Квадратура круга            | Joe Palooka in The Squared Circle         | Луи, тренер                                           |
| 1950        | ф   | Мама мне не сказала                     | Mother Didn't Tell Me                     | перевозчик мебели (в титрах не указан)                |
| 1950        | ф   | Девушка Петти                           | The Petty Girl                            | Кей, продюсер (в титрах не указан)                    |
| 1950        | с   | Театр Пулитцеровской премии             | Pulitzer Prize Playhouse                  | (1 эпизод)                                            |
| 1950        | с   | Дик Трейси                              | Dick Tracy                                | (2 эпизода)                                           |
| 1951        | ф   | Батальон Бауэри                         | Bowery Battalion                          | рекрутирующий сержант                                 |
| 1951        | ф   | Бонанза Серебряного города              | Silver City Bonanza                       | владелец театра                                       |
| 1951        | ф   | Шарф                                    | The Scarf                                 | Том, пьяный ковбой                                    |
| 1951        | ф   | Флот, вперёд!                           | Let's Go Navy!                            | моряк                                                 |
| 1951        | ф   | Караван из Юты                          | Utah Wagon Train                          | Хэп, сотрудник телефонной компании                    |
| 1951        | ф   | Река Пекос                              | Pecos River                               | шериф Деннинг                                         |
| 1951        | ф   | Я был американским шпионом              | I Was an American Spy                     | радооператор «Мак» Маркони (в титрах не указан)       |
| 1951        | ф   | Отец покоряет воздух                    | Father Takes the Air                      | клиент (в титрах не указан)                           |
| 1951        | с   | Детектив на первую полосу               | Front Page Detective                      | лейтенант Родни (3 эпизода)                           |
| 1951        | с   | Голливудская премьера                   | Hollywood Opening                         | зазывала на гоночном треке (1 эпизод)                 |
| 1951—1953   | с   | Бостонский Блэки                        | Boston Blackie                            | (3 эпизода)                                           |
| 1952        | ф   | Мистер Уоки-Токи                        | Mr. Walkie Talkie                         | Джексон                                               |
| 1952        | с   | Дела Джеффри Джонса                     | The Files of Jeffrey Jones                | (1 эпизод)                                            |
| 1952        | с   | Шоу Роя Роджерса                        | The Roy Rogers Show                       | Арт Голи (1 эпизод)                                   |
| 1952— 1953  | с   | Дни в Долине Смерти                     | Death Valley Days                         | разные роли (3 эпизода)                               |
| 1952 — 1955 | с   | Приключения Супермена                   | Adventures of Superman                    | разные роли (2 эпизода)                               |
| 1953        | ф   | Белая молния                            | White Lightning                           | Бенни Браун                                           |
| 1953        | с   | Мистер и миссис Норт                    | Mr. & Mrs. North                          | Свифти (1 эпизод)                                     |
| 1953        | с   | Парень из Сиско                         | The Cisco Kid                             | маршал Саттон (1 эпизод)                              |
| 1953        | с   | Приключения Дикого Билла Хикока         | Adventures of Wild Bill Hickok            | (1 эпизод)                                            |
| 1953        | с   | Театр «Рампа»                           | Footlights Theater                        | (1 эпизод)                                            |
| 1953        | с   | Телевизионный театр «Форда»             | The Ford Television Theatre               | (1 эпизод)                                            |
| 1953        | с   | Театр «Дженерал Электрик»               | General Electric Theater                  | (1 эпизод)                                            |
| 1953        | с   | Освободите место для папочки            | Make Room for Daddy                       | Фрэнк, писатель (1 эпизод)                            |
| 1953— 1957  | с   | Полковник Хамфри Флэк                   | Colonel Humphrey Flack                    | Атас П. «Пэтси» Гарви (77 эпизодов)                   |
| 1953 —1955  | с   | Театр звезд «Шлиц»                      | Schlitz Playhouse of Stars                | разные роли (2 эпизода)                               |
| 1953—1955   | с   | Жизнь семейства Райли                   | The Life of Riley                         | Марти (3 эпизода)                                     |
| 1954        | ф   | Облава на шоссе                         | Highway Dragnet                           | морпех в штатском                                     |
| 1955        | тф  | Индейский американец                    | Indian American                           | Уайти                                                 |
| 1955        | ф   | Сокровище преступников                  | Outlaw Treasure                           | сержант                                               |
| 1955        | ф   | Внезапная опасность                     | Sudden Danger                             | Кенни, бармен                                         |
| 1955        | ф   | Не как чужой                            | Not as a Stranger                         | мистер Пэрриш (в титрах не указан)                    |
| 1955        | ф   | Напарник Теннесси                       | Tennessee's Partner                       | бармен (в титрах не указан)                           |
| 1955        | ф   | Художники и модели                      | Artists and Models                        | перевозчик фортепиано (в титрах не указан)            |
| 1955        | ф   | Копай этот уран                         | Dig That Uranium                          | Олаф, механик (в титрах не указан)                    |
| 1955        | с   | Шоу Милтона Берла                       | Texaco Star Theatre Starring Milton Berle | (1 эпизод)                                            |
| 1955        | с   | Шоу Рэда Скелтона                       | The Red Skelton Show                      | Фрэнк, сталелитейщик (1 эпизод)                       |
| 1955        | с   | Порт                                    | Waterfront                                | Фрэнк Дженкинс (2 эпизода)                            |
| 1955        | с   | Эта великолепная жизнь                  | It's a Great Life                         | первый телефонист (1 эпизод)                          |
| 1955        | с   | Шоу Джина Отри                          | The Gene Autry Show                       | Брэд, агент на станции (1 эпизод)                     |
| 1955        | с   | Человек со значком                      | The Man Behind the Badge                  | офицер О’Мара (1 эпизод)                              |
| 1955        | с   | Театр комедии Эдди Кантора              | The Eddie Cantor Comedy Theater           | (1 эпизод)                                            |
| 1955        | с   | Уилли                                   | Willy                                     | Лефтвич (1 эпизод)                                    |
| 1955        | с   | Залы плюща                              | The Halls of Ivy                          | (1 эпизод)                                            |
| 1955        | с   | «Ридерс Джайджест» на ТВ                | TV Reader's Digest                        | (1 эпизод)                                            |
| 1956        | ф   | Хьюстонская история                     | The Houston Story                         | Луи Фелан                                             |
| 1956        | ф   | Женщина-монстр                          | The She-Creature                          | сержант в штатском                                    |
| 1956        | ф   | Шейк, Рэттл и Рок!                      | Shake, Rattle and Rock!                   | Фрэнк                                                 |
| 1956        | ф   | Оттенок алого                           | Slightly Scarlet                          | бармен (в титрах не указан)                           |
| 1956        | ф   | Дружеское увещевание                    | Friendly Persuasion                       | человек, играющий в ракушку (в титрах не указан)      |
| 1956        | с   | Зал звёзд «Шеврон»                      | Chevron Hall of Stars                     | (1 эпизод)                                            |
| 1956        | с   | Театр Этель Бэрримор                    | Ethel Barrymore Theater                   | (1 эпизод)                                            |
| 1956        | с   | Шайенн                                  | Cheyenne                                  | Гас Болин (1 эпизод)                                  |
| 1956        | с   | Военно-морской журнал                   | Navy Log                                  | «Полли» Прелл (1 эпизод)                              |
| 1956— 1957  | с   | Эй, Джинни                              | Hey, Jeannie!                             | разные роли (2 эпизода)                               |
| 1956—1957   | с   | Декабрьская невеста                     | December Bride                            | разные роли (3 эпизода)                               |
| 1957        | ф   | Невероятно огромный человек             | The Amazing Colossal Man                  | водитель грузовика                                    |
| 1957        | с   | Свидание с ангелами                     | Date with the Angels                      | Лефти (1 эпизод)                                      |
| 1957        | с   | Мальчик из цирка                        | Circus Boy                                | Флэш (1 эпизод)                                       |
| 1957—1960   | с   | Миллионер                               | The Millionaire                           | разные роли (2 эпизода)                               |
| 1958        | ф   | Веселый Эндрю                           | Merry Andrew                              | Берти (в титрах не указан                             |
| 1958        | ф   | Засыпай, мой малыш                      | Rock-a-Bye Baby                           | репортёр (в титрах не указан)                         |
| 1958        | с   | Тонкий человек                          | The Thin Man                              | уборщик (1 эпизод)                                    |
| 1958        | с   | Сансет-стрип, 77                        | 77 Sunset Strip                           | Карл (1 эпизод)                                       |
| 1958— 1961  | с   | Перри Мейсон                            | Perry Mason                               | разные роли (2 эпизода)                               |
| 1960        | с   | Сажать в тюрьму                         | Lock Up                                   | бармен Чарли (1 эпизод)                               |
| 1960        | с   | Караван повозок                         | Wagon Train                               | Датч Карл Андерс (1 эпизод)                           |
| 1960        | с   | Шах и мат                               | Checkmate                                 | Монти, ночной сторож на складе (1 эпизод)             |
| 1961        | с   | Пит и Глэдис                            | Pete and Gladys                           | сержант Кэри (1 эпизод)                               |
| 1961        | с   | Письмо к Лоретте                        | Letter to Loretta                         | Блаунт (1 эпизод)                                     |
| 1962        | с   | Комната для ещё одного                  | Room for One More                         | Андерсон (1 эпизод)                                   |